# グリーゼ250
グリーゼ250 (Gliese 250) 或いはHD 50281は、いっかくじゅう座の連星である。年周視差に基づいて計算した太陽からの距離は、約28.5光年である。

## 星系
ワシントン重星カタログでは、グリーゼ250系にはA、Ba、Bb、Cの4つの恒星が収録されている。元から知られていた7等星がグリーゼ250 Aで、グリーゼ250 Bは19世紀の終わりにワシントン海軍天文台の観測によって発見された、グリーゼ250 Aからは南に58秒離れた位置にある10等星である。グリーゼ250 Bは、グリーゼ250 Aとは固有運動を共有する連星であると考えられている。グリーゼ250 Bは、2010年のスペックル干渉法による観測で、等級差が0.5の2つの恒星グリーゼ250 Baとグリーゼ250 Bbからなる二重星と報告されたが、観測されたのはこのとき限りで、ワシントン重星カタログでも「疑わしい」とされている。グリーゼ250 Cは、2005年の補償光学を利用した系外惑星捜索対象の調査の際に、グリーゼ250 Bの北西9.6秒の位置に発見された14等星で、発見当初はグリーゼ250 Bとの関係ははっきりしなかったが、その後見かけだけの関係であると考えられるようになった。

### グリーゼ250 A
| 太陽 | グリーゼ250 A |
| ---- | ------------- |
| 太陽 | Exoplanet     |

グリーゼ250 Aは、橙色に輝くK型主系列星で、スペクトル型はK3.5 Vと分類される。太陽に比べると小さく低温で、質量は太陽の8割、半径は太陽の6割、有効温度はおよそ4,700Kで、光度は太陽の2割程度と推定される。ヘリウムより原子量が大きい元素の相対的な存在量を表す金属量は、太陽の値に近い。

### グリーゼ250 B
グリーゼ250 Bは、スペクトル型がM2の赤色矮星とされる。金属量は、グリーゼ250 Aと誤差の範囲で一致しており、同一星系にあることを支持する。質量は太陽の4割程度、有効温度はおよそ3,500Kと推定されている。グリーゼ250 Bは、アインシュタイン衛星によってX線源であることも確認されている。